# Berchères-sur-Vesgre
Berchères-sur-Vesgre – miejscowość i gmina we Francji, w Regionie Centralnym, w departamencie Eure-et-Loir, w kantonie Anet.
Według danych na rok 2013 gminę zamieszkiwało 819 osób, a gęstość zaludnienia wynosiła 68 osób/km².